# I'm Your Baby Tonight World Tour
I'm Your Baby Tonight World Tour foi uma turnê da cantora norte-americana de pop/R&B Whitney Houston, lançada em apoio ao seu multi-platinado álbum I'm Your Baby Tonight (1990). Antes de Houston realizar dois shows no Japão, no início de março de 1991, a turnê oficial começou em 18 de abril daquela ano, na América do Norte. Houston realizou quase 100 shows ao longo do ano de 1991, na América do Norte e na Europa.

## História
Depois de uma série de concertos bem sucedidos no Japão, em março de 1991, Houston retornou aos Estados Unidos para se preparar para a turnê mundial em apoio ao seu homônimo álbum de platina quádrupla. Originalmente, a turnê estava programa para começar a turnê no Reino Unido. No entanto, devido à Guerra do Golfo, a etapa européia foi remarcada para o outono daquele ano (setembro a dezembro). Houston, em vez disso, começou a turnê nos EUA, dando o pontapé inicial com seu "Welcome Home Heroes Concert", em 31 de março de 1991, em Norfolk, Virgínia. O especial, que foi ao ar na HBO, foi dedicado às tropas que estavam lutando na Guerra do Golfo. Todos os rendimentos foram doados à Cruz Vermelha. O verão de 1991 foi considerado uma das piores temporadas de turnês de todos os tempos. Muitos grandes nomes cancelaram shows e tocaram em locais com pouco público. Houston não foi exceção. A cantora teve shows com baixo público e até cancelou algumas datas devido à pouca venda de ingressos. Especialistas citaram a recessão da época e a crise financeira como a principal razão. Durante o verão, Houston também desenvolveu uma doença na garganta. Como resultado, a cantora foi forçada a cancelar o final de sua turnê canadense para descansar sua voz.
A turnê foi retomada no final de agosto, quando Houston chegou ao Reino Unido. Ela tocou 10 datas consecutivas na Wembley Arena em Londres, superando seu próprio recorde de 9 datas seguidas na mesma arena durante a turnê Moment of Truth World, em 1988.[carece de fontes?]

## Datas
| Data                   | Cidade            | País           | Local                                     | Público         | Receita  |
| Ásia                   | Ásia              | Ásia           | Ásia                                      | Ásia            | Ásia     |
| ---------------------- | ----------------- | -------------- | ----------------------------------------- | --------------- | -------- |
| 14 de março de 1991    | Yokohama          | Japão          | Yokohama Arena                            | —               | —        |
| 15 de março de 1991    | Yokohama          | Japão          | Yokohama Arena                            | —               | —        |
| América do Norte       |                   |                |                                           |                 |          |
| 31 de março de 1991    | Norfolk           | Estados Unidos | Estação Naval de Norfolk                  | —               | —        |
| 18 de abril de 1991    | Knoxville         | Estados Unidos | Thompson–Boling Arena                     | 6.836 / 16.786  | $136.637 |
| 20 de abril de 1991    | Lexington         | Estados Unidos | Rupp Arena                                | —               | —        |
| 21 de abril de 1991    | Champaign         | Estados Unidos | Assembly Hall                             | —               | —        |
| 23 de abril de 1991    | Columbia          | Estados Unidos | Hearnes Center                            | —               | —        |
| 24 de abril de 1991    | Ames              | Estados Unidos | Hilton Coliseum                           | 6.175 / 13.000  | —        |
| 26 de abril de 1991    | Iowa City         | Estados Unidos | Carver–Hawkeye Arena                      | —               | —        |
| 27 de abril de 1991    | Minneapolis       | Estados Unidos | Target Center                             | —               | —        |
| 29 de abril de 1991    | Winnipeg          | Canadá         | Winnipeg Arena                            | 5.832 / 12.470  | $156.624 |
| 1 de maio de 1991      | Saskatoon         | Canadá         | Saskatchewan Place                        | —               | —        |
| 3 de maio de 1991      | Edmonton          | Canadá         | Northlands Coliseum                       | —               | —        |
| 5 de maio de 1991      | Calgary           | Canadá         | Olympic Saddledome                        | 9.736 / 14.114  | $238.662 |
| 7 de maio de 1991      | Vancouver         | Canadá         | Pacific Coliseum                          | —               | —        |
| 8 de maio de 1991      | Portland          | Estados Unidos | Veterans Memorial Coliseum                | 9.387 / 10.000  | $218.422 |
| 9 de maio de 1991      | Seattle           | Estados Unidos | Seattle Center Coliseum                   | 8.807 / 11.993  | $203.520 |
| 11 de maio de 1991     | Oakland           | Estados Unidos | Oakland–Alameda County Coliseum Arena     | —               | —        |
| 12 de maio de 1991     | Sacramento        | Estados Unidos | ARCO Arena                                | 9.031 / 12.786  | $208.640 |
| 16 de maio de 1991     | Inglewood         | Estados Unidos | The Forum                                 | —               | —        |
| 17 de maio de 1991     | Costa Mesa        | Estados Unidos | Pacific Amphitheatre                      | —               | —        |
| 19 de maio de 1991     | Phoenix           | Estados Unidos | Desert Sky Pavilion                       | 10.774 / 12.000 | $221.576 |
| 21 de maio de 1991     | Las Vegas         | Estados Unidos | Thomas & Mack Center                      | —               | —        |
| 23 de maio de 1991     | Albuquerque       | Estados Unidos | Tingley Coliseum                          | —               | —        |
| 24 de maio de 1991     | Greenwood Village | Estados Unidos | Fiddler's Green Amphitheatre              | —               | —        |
| 25 de maio de 1991     | Salt Lake City    | Estados Unidos | Salt Palace                               | —               | —        |
| 28 de maio de 1991     | Nova Orleans      | Estados Unidos | Lakefront Arena                           | —               | —        |
| 30 de maio de 1991     | Oklahoma City     | Estados Unidos | Myriad Convention Center Arena            | —               | —        |
| 31 de maio de 1991     | Dallas            | Estados Unidos | Coca-Cola Starplex Amphitheatre           | 8.837 / 20.111  | $188.511 |
| 2 de junho de 1991     | The Woodlands     | Estados Unidos | Cynthia Woods Mitchell Pavilion           | —               | —        |
| 4 de junho de 1991     | San Antonio       | Estados Unidos | HemisFair Arena                           | —               | —        |
| 5 de junho de 1991     | Austin            | Estados Unidos | Frank Erwin Center                        | —               | —        |
| 7 de junho de 1991     | Birmingham        | Estados Unidos | BJCC Coliseum                             | —               | —        |
| 9 de junho de 1991     | Pensacola         | Estados Unidos | Pensacola Civic Center                    | —               | —        |
| 10 de junho de 1991    | Orlando           | Estados Unidos | Orlando Centroplex Arena                  | 7.093 / 15.000  | $159.593 |
| 11 de junho de 1991    | Miami             | Estados Unidos | Miami Arena                               | 9.530 / 10.000  | $238.250 |
| 13 de junho de 1991    | Colúmbia          | Estados Unidos | Carolina Coliseum                         | —               | —        |
| 15 de junho de 1991    | Atlanta           | Estados Unidos | Coca-Cola Lakewood Amphitheatre           | —               | —        |
| 16 de junho de 1991    | Greensboro        | Estados Unidos | Greensboro Coliseum                       | —               | —        |
| 19 de junho de 1991    | Chattanooga       | Estados Unidos | McKenzie Arena                            | —               | —        |
| 20 de junho de 1991    | Nashville         | Estados Unidos | Starwood Amphitheatre                     | 8.000 / 17.137  | —        |
| 27 de junho de 1991    | Milwaukee         | Estados Unidos | Marcus Amphitheater                       | —               | —        |
| 28 de junho de 1991    | Noblesville       | Estados Unidos | Deer Creek Music Center                   | 7.746 / 12.000  | $157.199 |
| 30 de junho de 1991    | Tinley Park       | Estados Unidos | World Music Theatre                       | 8.525 / 20.000  | $221.965 |
| 3 de julho de 1991     | Detroit           | Estados Unidos | Joe Louis Arena                           | —               | —        |
| 6 de julho de 1991     | Charlotte         | Estados Unidos | Blockbuster Pavilion                      | —               | —        |
| 7 de julho de 1991     | Raleigh           | Estados Unidos | Hardee's Walnut Creek Amphitheatre        | —               | —        |
| 10 de julho de 1991    | Cuyahoga Falls    | Estados Unidos | Blossom Music Center                      | —               | —        |
| 11 de julho de 1991    | Grove City        | Estados Unidos | Capitol Music Center                      | —               | —        |
| 13 de julho de 1991    | Burgettstown      | Estados Unidos | Coca-Cola Star Lake Amphitheater          | 10.763 / 20.089 | $208.566 |
| 14 de julho de 1991    | Richmond          | Estados Unidos | Richmond Coliseum                         | —               | —        |
| 16 de julho de 1991    | Columbia          | Estados Unidos | Merriweather Post Pavilion                | —               | —        |
| 17 de julho de 1991    | Providence        | Estados Unidos | Providence Civic Center                   | 7.012 / 12.000  | $164.782 |
| 19 de julho de 1991    | Filadélfia        | Estados Unidos | The Spectrum                              | —               | —        |
| 20 de julho de 1991    | Hershey           | Estados Unidos | Hersheypark Stadium                       | —               | —        |
| 21 de julho de 1991    | Saratoga Springs  | Estados Unidos | Saratoga Performing Arts Center           | —               | —        |
| 23 de julho de 1991    | Nova York         | Estados Unidos | Madison Square Garden                     | 13.850 / 14.000 | $401.773 |
| 26 de julho de 1991    | East Rutherford   | Estados Unidos | Brendan Byrne Arena                       | —               | —        |
| 27 de julho de 1991    | Cincinnati        | Estados Unidos | Riverbend Music Center                    | 8.114 / 17.000  | —        |
| 29 de julho de 1991    | Lenox             | Estados Unidos | Tanglewood                                | —               | —        |
| 30 de julho de 1991    | Canandaigua       | Estados Unidos | Finger Lakes Performing Arts Center       | —               | —        |
| 1 de agosto de 1991    | Buffalo           | Estados Unidos | Buffalo Memorial Auditorium               | —               | —        |
| 3 de agosto de 1991    | Hartford          | Estados Unidos | Hartford Civic Center                     | —               | —        |
| 4 de agosto de 1991    | Rutland           | Estados Unidos | Paramount Theater                         | —               | —        |
| 6 de agosto de 1991    | Mansfield         | Estados Unidos | Great Woods Performing Arts Center        | —               | —        |
| 7 de agosto de 1991    | Mansfield         | Estados Unidos | Great Woods Performing Arts Center        | —               | —        |
| 9 de agosto de 1991    | Old Orchard Beach | Estados Unidos | Seashore Performing Arts Center           | —               | —        |
| 10 de agosto de 1991   | Nashua            | Estados Unidos | Holman Stadium                            | —               | —        |
| Europa                 |                   |                |                                           |                 |          |
| 27 de agosto de 1991   | Birmingham        | Reino Unido    | NEC Arena                                 | —               | —        |
| 28 de agosto de 1991   | Birmingham        | Reino Unido    | NEC Arena                                 | —               | —        |
| 29 de agosto de 1991   | Birmingham        | Reino Unido    | NEC Arena                                 | —               | —        |
| 30 de agosto de 1991   | Birmingham        | Reino Unido    | NEC Arena                                 | —               | —        |
| 31 de agosto de 1991   | Birmingham        | Reino Unido    | NEC Arena                                 | —               | —        |
| 1 de setembro de 1991  | Birmingham        | Reino Unido    | NEC Arena                                 | —               | —        |
| 3 de setembro de 1991  | Londres           | Reino Unido    | Wembley Arena                             | —               | —        |
| 4 de setembro de 1991  | Londres           | Reino Unido    | Wembley Arena                             | —               | —        |
| 6 de setembro de 1991  | Londres           | Reino Unido    | Wembley Arena                             | —               | —        |
| 7 de setembro de 1991  | Londres           | Reino Unido    | Wembley Arena                             | —               | —        |
| 9 de setembro de 1991  | Londres           | Reino Unido    | Wembley Arena                             | —               | —        |
| 10 de setembro de 1991 | Londres           | Reino Unido    | Wembley Arena                             | —               | —        |
| 11 de setembro de 1991 | Londres           | Reino Unido    | Wembley Arena                             | —               | —        |
| 13 de setembro de 1991 | Londres           | Reino Unido    | Wembley Arena                             | —               | —        |
| 14 de setembro de 1991 | Londres           | Reino Unido    | Wembley Arena                             | —               | —        |
| 15 de setembro de 1991 | Londres           | Reino Unido    | Wembley Arena                             | —               | —        |
| 17 de setembro de 1991 | Glasgow           | Reino Unido    | Scottish Exhibition and Conference Centre | —               | —        |
| 18 de setembro de 1991 | Glasgow           | Reino Unido    | Scottish Exhibition and Conference Centre | —               | —        |
| 19 de setembro de 1991 | Glasgow           | Reino Unido    | Scottish Exhibition and Conference Centre | —               | —        |
| 21 de setembro de 1991 | Roterdã           | Holanda        | Rotterdam Ahoy                            | —               | —        |
| 22 de setembro de 1991 | Roterdã           | Holanda        | Rotterdam Ahoy                            | —               | —        |
| 23 de setembro de 1991 | Roterdã           | Holanda        | Rotterdam Ahoy                            | —               | —        |
| 25 de setembro de 1991 | Roterdã           | Holanda        | Rotterdam Ahoy                            | —               | —        |
| 26 de setembro de 1991 | Roterdã           | Holanda        | Rotterdam Ahoy                            | —               | —        |
| 27 de setembro de 1991 | Roterdã           | Holanda        | Rotterdam Ahoy                            | —               | —        |
| 29 de setembro de 1991 | Corunha           | Espanha        | Coliseum da Corunha                       | —               | —        |
| 1 de outubro de 1991   | Paris             | França         | Palais Omnisports de Paris-Bercy          | —               | —        |
| 2 de outubro de 1991   | Paris             | França         | Palais Omnisports de Paris-Bercy          | —               | —        |

### Apresentações canceladas
| Data                 | Cidade           | País           | Local                      |
| -------------------- | ---------------- | -------------- | -------------------------- |
| 13 de maio de 1991   | Mountain View    | Estados Unidos | Shoreline Amphitheatre     |
| 22 de junho de 1991  | Maryland Heights | Estados Unidos | Riverpoint Amphitheatre    |
| 23 de junho de 1991  | Kansas City      | Estados Unidos | Starlight Theatre          |
| 25 de junho de 1991  | Omaha            | Estados Unidos | Omaha Civic Auditorium     |
| 5 de julho de 1991   | Hampton          | Estados Unidos | Hampton Coliseum           |
| 11 de agosto de 1991 | Moncton          | Canadá         | Magnetic Hill Concert Site |
| 13 de agosto de 1991 | Halifax          | Canadá         | Halifax Metro Centre       |
| 15 de agosto de 1991 | Montreal         | Canadá         | Montreal Forum             |
| 16 de agosto de 1991 | Ottawa           | Canadá         | Lansdowne Park             |
| 17 de agosto de 1991 | Toronto          | Canadá         | CNE Grandstand             |